# Sex (bok)
För fotoboken av Madonna, se Sex (bok av Madonna).
Sex utkom 2007 och är en roman i serien om Emanuel Hjort av kusinerna Anders Jacobsson och Sören Olsson. Det är bok nummer sex i serien, därav namnet.

## Handling
Emanuel firar julen med sin pappa Roger. Det är om vintern, och båda deppar över att vara singlar. De börjar tala allvar, och Emanuel tycker det är hans första riktiga möte med sin pappa. Efter några samtal bestämmer de sig för att åka på nyårsresa till Teneriffa.
I Emanuels fantasi händer också mycket.

### Fotnoter
1. ↑  ”Sex” (på engelska). Worldcat. 13 mars 2007. https://www.worldcat.org/title/sex/oclc/185301027&referer=brief_results. Läst 30 mars 2015.